# Samoeil
Samoeil of Samuil (Bulgaars: Самуил, Turks: Işıklar) is een dorp (село, selo) en een gelijknamige gemeente (община, obsjina) in de Bulgaarse oblast Razgrad. Op 31 december 2019 telde het dorp Samoeil 1.446 inwoners, terwijl de gemeente Samoeil, dertien andere dorpen inbegrepen, 6.408 inwoners had.

## Geografie
Samoeil bevindt zich in de regio Loedogorie (Bulgaars: Лудогорие, Turks: Deliorman). De dichtstbijzijnde grote stedelijke nederzettingen zijn o.a. Razgrad (24 km), Isperich (30 km), Sjoemen (50 km) en Targovisjte (53 km). De afstand naar de hoofdstad Sofia is circa 350 km, terwijl de Roemeense hoofdstad Boekarest op zo'n 155 km afstand ligt.

## Bevolking
De telling van 1934 registreerde 1.302 inwoners in het dorp Samoeil. Dit aantal nam langzaam toe tot een hoogtepunt van 2.331 inwoners in 1985. Vanaf dat moment begon het inwonersaantal echter drastisch terug te lopen, vooral als gevolg van de assimilatiecampagnes van het communistisch regime van Todor Zjivkov, waarbij alle Turken en andere moslims in Bulgarije christelijke of Bulgaarse namen moesten aannemen en afstand moesten doen van islamitische gewoonten. Na de val van het communisme begon weer een hevige emigratieproces op gang. Zo werden er op 31 december 2019 zo'n 1.446 inwoners geteld, bijna de helft van het inwonersaantal in 1985. Vooral het nabijgelegen platteland kampt een intensieve bevolkingskrimp (zie: onderstaand tabel). Van de 1.576 inwoners reageerden er 1.374 op de optionele volkstelling van 2011. Zo'n 1.190 personen identificeerden zich als etnische Turken (86,6%), gevolgd door 148 etnische Bulgaren (10,9%) en 26 Roma (1,9%).
| Jaar             | 1934   | 1946   | 1956   | 1965   | 1975   | 1985   | 1992  | 2001  | 2011  | 2019  |
| dorp Samoeil     | 1.302  | 1.450  | 1.670  | 1.918  | 2.120  | 2.334  | 1.901 | 1.691 | 1.576 | 1.446 |
| gemeente Samoeil | 16.233 | 15.765 | 15.668 | 15.873 | 14.865 | 12.527 | 9.585 | 8.164 | 7.005 | 6.408 |

Van de 1.576 inwoners die in februari 2011 in het dorp Samoeil werden geregistreerd, waren er 201 jonger dan 15 jaar oud (13%), terwijl er 230 inwoners van 65 jaar of ouder werden geteld (15%). In de gemeente Samoeil werden er 947 personen jonger dan 15 jaar geteld (14%), terwijl er 1.256 personen die 65 jaar of ouder zijn geteld (18%).

#### Religie
Bij de volkstelling van 1 februari 2011 was het invullen van een geloofsovertuiging optioneel. Van de 7.005 inwoners die werden geregistreerd bij de volkstelling van 2011 kozen 858 personen (12,2%) ervoor om hun religieuze overtuiging niet te specificeren. Een ruime meerderheid van de respondenten was islamitisch (84%). De gemeente Samoeil heeft hiermee een van de hoogste concentraties van moslims in Bulgarije. De drie grootste christelijke stromingen vormden 12% van de respondenten, terwijl 4% van de respondenten een andere geloofsovertuiging aanhing of geen religie had.
|                              | Aantal | Percentage (%) | Percentage (%) |
| 7005                         | Totaal | Respondenten   |                |
| ---------------------------- | ------ | -------------- | -------------- |
| Bulgaars-Orthodoxe Kerk      | 699    | 9,98           | 11,37          |
| Katholieke Kerk in Bulgarije | 18     | 0,26           | 0,29           |
| Protestantisme               | 9      | 0,13           | 0,15           |
| Islam in Bulgarije           | 5179   | 73,93          | 84,25          |
| Overig                       | 4      | 0,06           | 0,07           |
| Onkerkelijk                  | 87     | 1,24           | 1,42           |
| Geen antwoord                | 151    | 2,16           | 2,46           |
| Onbekend                     | 858    | 12,25          | -              |

## Nederzettingen
De gemeente Samoeil is een plattelandsgemeente en bestaat uit de onderstaande 14 dorpen. 
| Plaatsnaam    | Cyrillisch   | Bevolking (2019) |
| ------------- | ------------ | ---------------- |
| Samoeil       | Самуил       | 1.446            |
| Bogdantsi     | Богданци     | 440              |
| Bogomiltsi    | Богомилци    | 276              |
| Goljama Voda  | Голяма вода  | 247              |
| Goljam Izvor  | Голям Извор  | 319              |
| Charsovo      | Хърсово      | 439              |
| Choema        | Хума         | 224              |
| Kara Michal   | Кара Михал   | 53               |
| Krivitsa      | Кривица      | 217              |
| Nozjarovo     | Ножарово     | 501              |
| Ptsjelina     | Пчелина      | 244              |
| Vladimirovtsi | Владимировци | 1.064            |
| Zdravets      | Здравец      | 322              |
| Zjeljazkovets | Желязковец   | 616              |
| Totaal        |              | 6.408            |

Bogdantsi · Bogomiltsi · Choema · Charsovo · Goljam Izvor · Goljama Voda · Kara Michal · Krivitsa · Nozjarovo · Ptsjelina · Samoeil · Vladimirovtsi · Zdravets · Zjeljazkovets